# Votivgabe

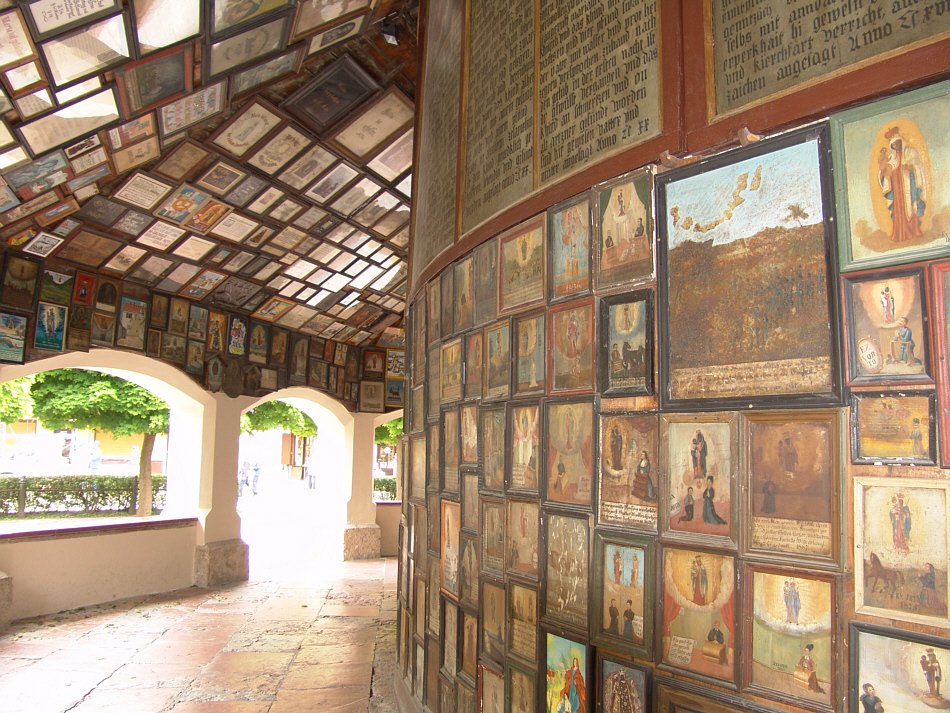
Umgang mit Votivbildern in der Gnadenkapelle Altötting

Votivgaben oder Votive (von lateinisch votivus ‚durch ein Gelübde versprochen‘, zu vovere ‚geloben‘) sind Gegenstände, die aufgrund eines Gelübdes bzw. Verlöbnisses als symbolische Opfer öffentlich einer überirdischen Macht dargebracht werden. Dies geschieht insbesondere für die erfolgte oder gewünschte Rettung aus einer Notlage und häufig an einer kultischen Stätte. 
In der katholischen Kirche waren besonders im Barock Votivbilder (Votivtafeln) verbreitet, die die wundersame Errettung aus einer Notsituation darstellten und mit dem schriftlichen Hinweis ex voto (lat. ‚wegen eines Gelübdes‘, von votum, ‚Gelübde‘) versehen waren.
Statuetten und anatomische Figuren, etwa eine veräußerte Krankheit, eine betroffene Körperstelle oder eine medizinische Behandlungsmethode darstellend, die an einem heiligen Ort abgestellt werden, werden auch im Deutschen als Exvoto (oder Ex-voto) bezeichnet und wurden auch häufig aus Wachs gegossen.
Das zu einer Votivgabe führende Gelübde bezeichnet man als Votation, die das Gelübde ablegende Person als Votanten. Als Votivschatz bezeichnet man sowohl die Gesamtheit der an einem kultischen Ort gesammelten Votivgaben als auch einen archäologischen Fund, der hauptsächlich aus Votivgaben besteht.

## Vorgeschichte und Antike
Schon die Kulturen der Vorgeschichte und des Altertums kannten den Brauch, heilige Stätten mit Votivopfern zu bedenken. Ursprünglich stellten sie Weihgeschenke an Gottheiten dar, die sowohl Bitt- als auch Dankopfer sein konnten. Zu solchen gehören unter anderem archaische Kouroi oder Korai. Auch der berühmte Wagenlenker von Delphi ist ein Weihgeschenk.
In Europa sind Beispiele für Votivgaben in der Archäologie seit der Steinzeit belegt. Meist wurden Votivgaben vor einer Niederlegung absichtlich unbrauchbar gemacht, um eine profane Nutzung auszuschließen (z. B. Waffen). Andere Dinge wie geschliffene Steinäxte etc. wurden in natürlichen oder von Menschenhand geschaffenen Grotten niedergelegt (z. B. im Tumulus Mané-er-Hroëk bei Locmariaquer).
Die häufigsten Votivgaben in römischer Zeit waren jedoch nicht Waffen, sondern Frauenschmuck und andere Gegenstände der weiblichen Privatsphäre, was sicherlich etwas mit dem Matronenkult zu tun hat. Votivsteine sind Weihealtäre, die vorwiegend einer oder mehreren Matronen geweiht sind. Sie verdanken ihre Entstehung vor allem den Problemen und Wünschen im antiken und frühmittelalterlichen häuslichen Bereich. Auf solchen Altären sind viele Votivinschriften erhalten geblieben. Sie gelten nicht nur den Matronen, sondern auch anderen Gottheiten. Form, Schrift und Ursprung der Votivinschrift ist römisch.

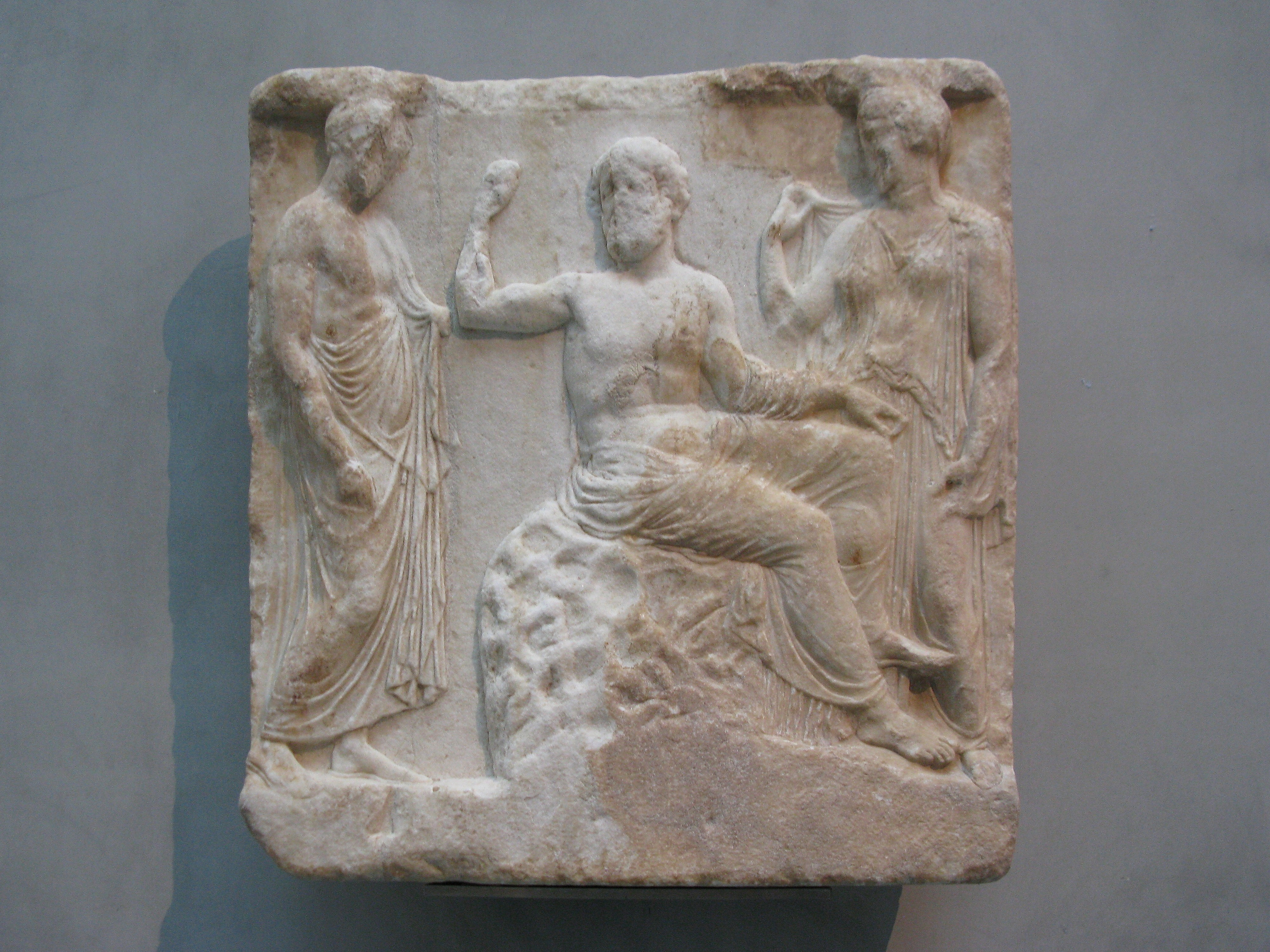
Votivgabe für Asklepios, 400 v. Chr.

Die Griechen brachten ihrem wundertätigen Gott Asklepios Votivgaben in Epidauros, Knidos, Pergamon und anderen Kultorten dar. Zeugnisse des religiösen Lebens der Römer sind die dem phrygischen Gott Sabazius geweihten Votivhände und die Abbildungen menschlicher Körperteile aus Ton und Bronze im Isistempel von Pompeji und auch die in Deutschland (Germania Romana) häufig gefundenen Votivbleche. Votivräder sind seit der Antike bekannte, mit dem Taranis-Kult in Verbindung gebrachte kleine Speichenräder im keltischen Bereich. 
Der Votivkult erlosch nicht etwa mit der Christianisierung Europas, sondern wurde ins christliche Brauchtum eingefügt. Besonders an Wallfahrtsorten begegnet man häufig den Nachbildungen von Objekten in Miniaturform (z. B. Votivtafeln, Votivbildern, Votivkerzen, Votivkronen), die, einem Heiligen gewidmet, einer Bitte oder einem Dank plastischen Ausdruck vermitteln.
Auch in anderen Religionen existiert oder existierte ein Votivkult.

## Christliche Votivgaben

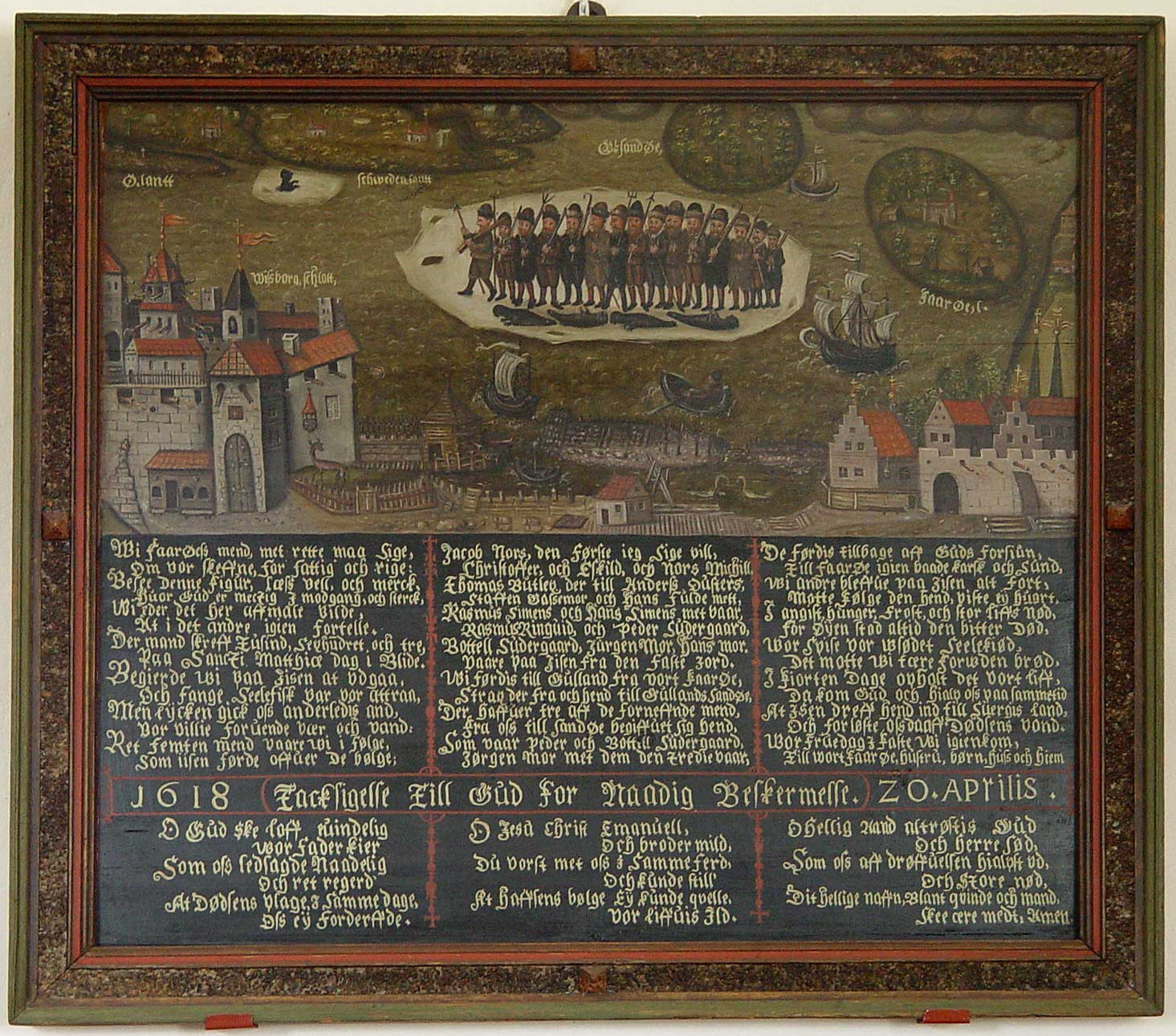
Votivbild von 1618 zur wundersamen Rettung von Seehundjägern in der Kirche von Fårö (Gotland)

Im Christentum gibt es Votivbrauchtum seit den Anfängen. Das Motiv der Votivgabe verknüpfte man gern mit bestimmten wiederkehrenden Bildtypen, zum Beispiel der Maria im Ährenkleid für die Bitte um Befreiung aus Gefangenschaft. Zur reichsten Entfaltung kam es in der Barockzeit, als auch die Wundergläubigkeit ihren Höhepunkt erreichte. In der Kirche des Ortes Gräbern in Kärnten wurden eiserne Votivgaben auch in Form von nachgebildeten Extremitäten und eines Rinderpaares gefunden. Um die Kirchen des St. Leonhard (des Bandlösers) wurden aufgrund von Gelübden auch Ketten als Votivgabe angebracht, so um St. Leonhard im Lavanttal in Kärnten. Dieser Brauch führte im alpinen Raum zu den Kettenkirchen. Auch Bauwerke können als Votivgabe gestiftet werden; eine bekannte Votivkirche ist die Wiener Votivkirche, für eine Pestsäule die Wiener Pestsäule.
Auch Tiere konnten als Votivgabe gebracht werden, in der Gegend um Salzburg waren das insbesondere schwarze Hühner. Bei Unserer Lieben Frau auf der Gmain etwa wurden die „geopferten“ Hühner während der Messe von den Votanten dreimal um den Hochaltar getragen und danach hinter diesem in eine hölzerne Voliere gesperrt.
Gemälde und andere flächige Kunstwerke werden als Votivbilder bezeichnet, für dreidimensional gestaltete Gegenstände ist die Bezeichnung Gebildvotiv üblich (etwa für Fatschenkinder genannte Votive des Jesuskindes oder in Form eines Organs). Auch Votivschiffe sind Beispiele für Gebildvotive; dargebracht von Seeleuten als Dankbarkeit für die unversehrte Heimkehr nach einer stürmischen Seefahrt; gelegentlich aber auch als Bitte für ein glückliches Ende einer bevorstehenden langen Fahrt. 
In der Gegenwart werden häufig schlichte Tafeln mit einer einfachen Inschrift angebracht, die lediglich knapp auf ein erhörtes Gebet verweist, ohne die genaueren Umstände zu beschreiben oder den Namen der Stifter zu nennen (z. B. „Maria hat geholfen“ gefolgt von Datumsangabe).
Eine besondere Form des christlichen Votivs ist das Passionsspiel, dessen Inszenierung in vielen Fällen auf ein Gelübde zurückgeht.
Tama (griechisch: τάμα, pl. τάματα Tamata) sind Votivgaben, die in den östlichen orthodoxen Kirchen, insbesondere in der griechisch-orthodoxen Kirche, dargebracht werden. Tamata sind normalerweise kleine Platten, die aus Metall oder Edelmetall bestehen können, normalerweise mit einem geprägten Bild, das das Thema des Gebets symbolisiert.

## Verschiedene Formen von Votivbildern und -gaben

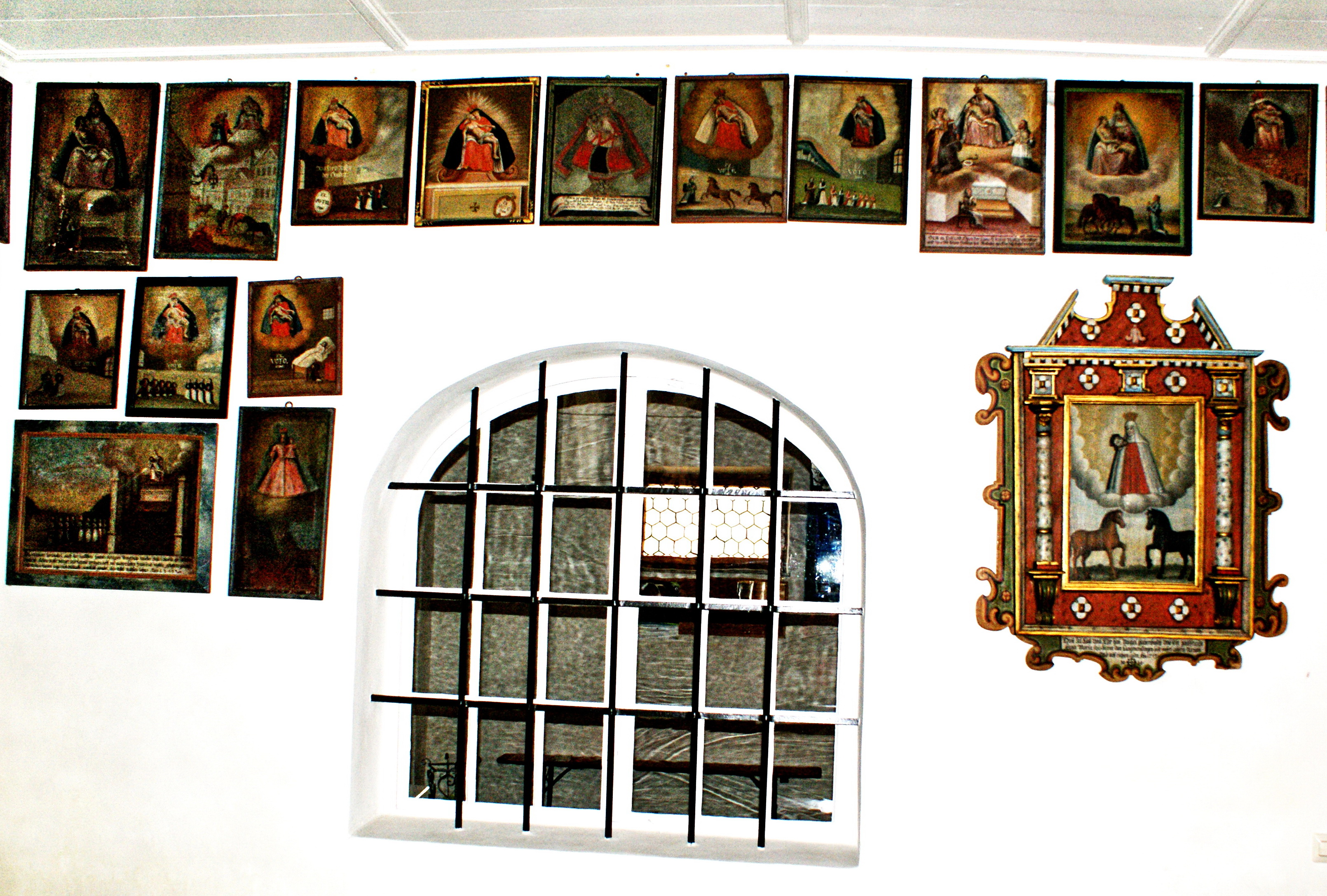
Deutstetten
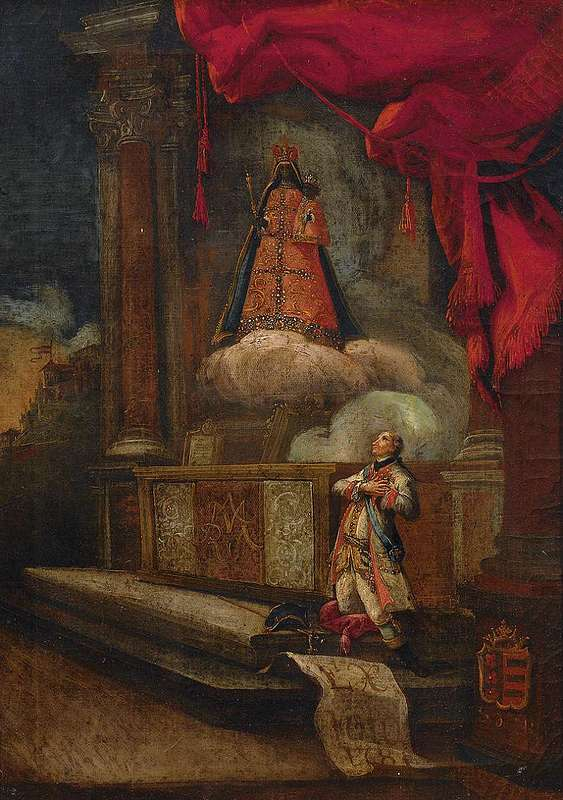
Schwarze Madonna von Einsiedeln (1781)
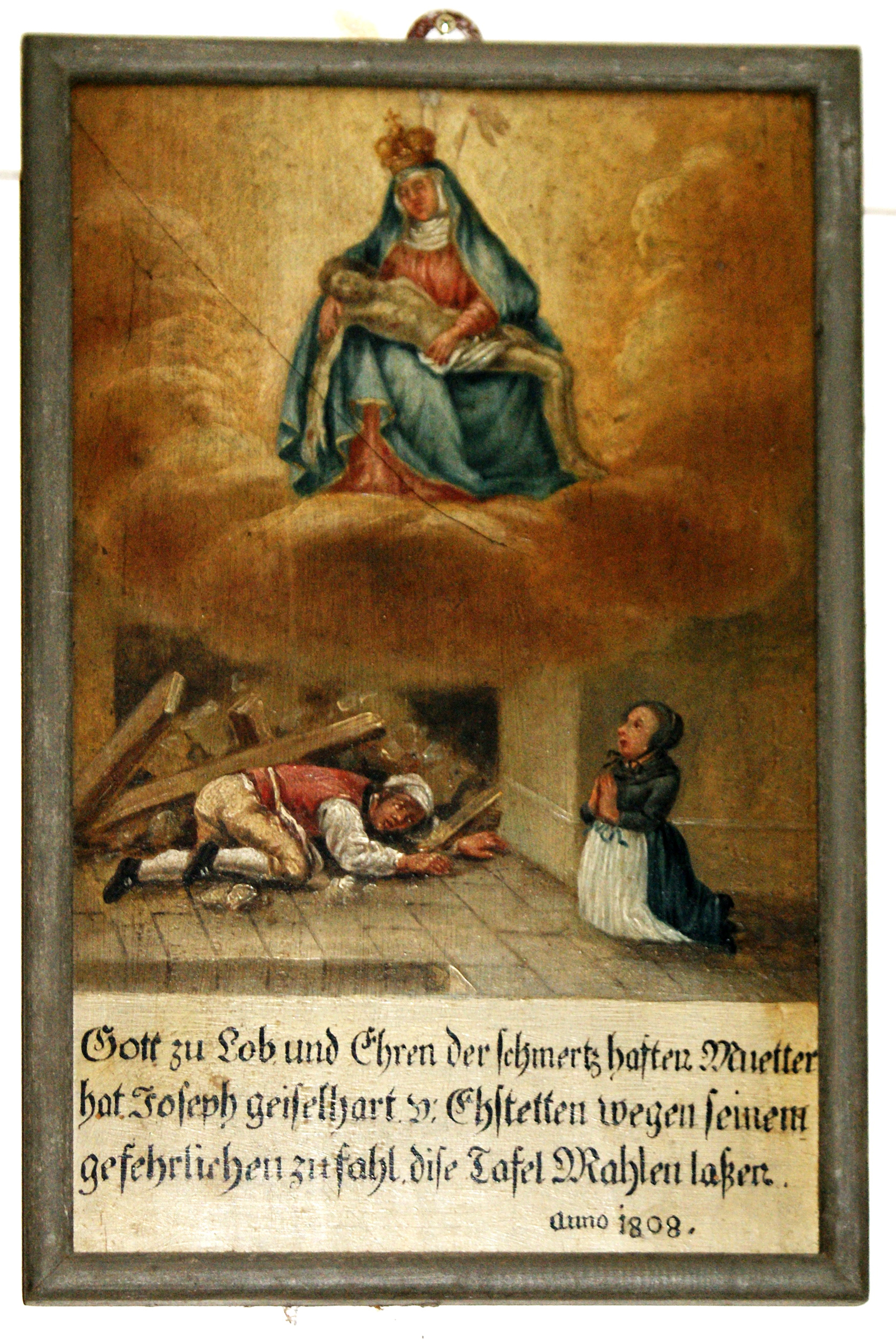
Deutstetten (1808)
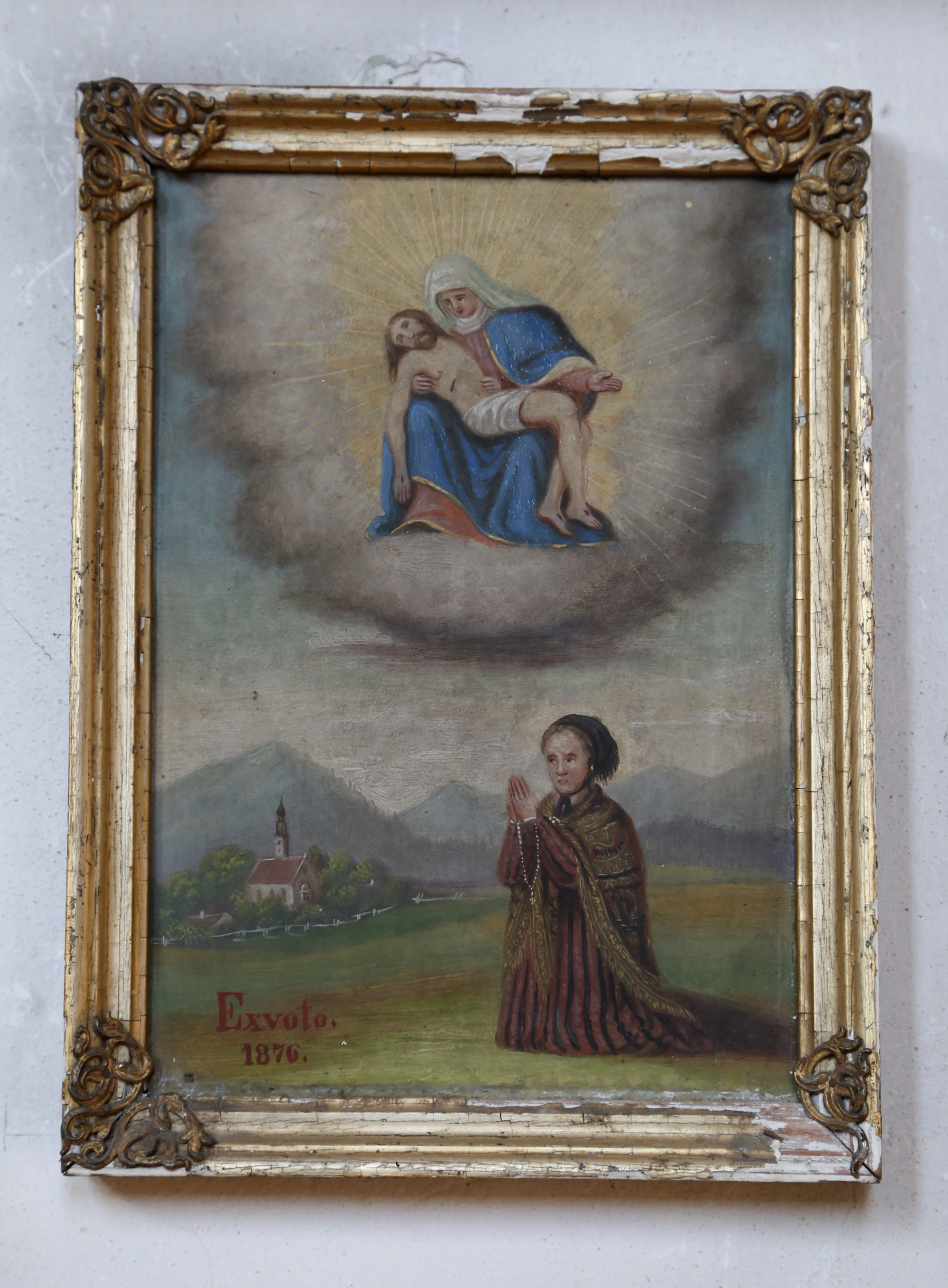
St. Martin, Flintsbach am Inn
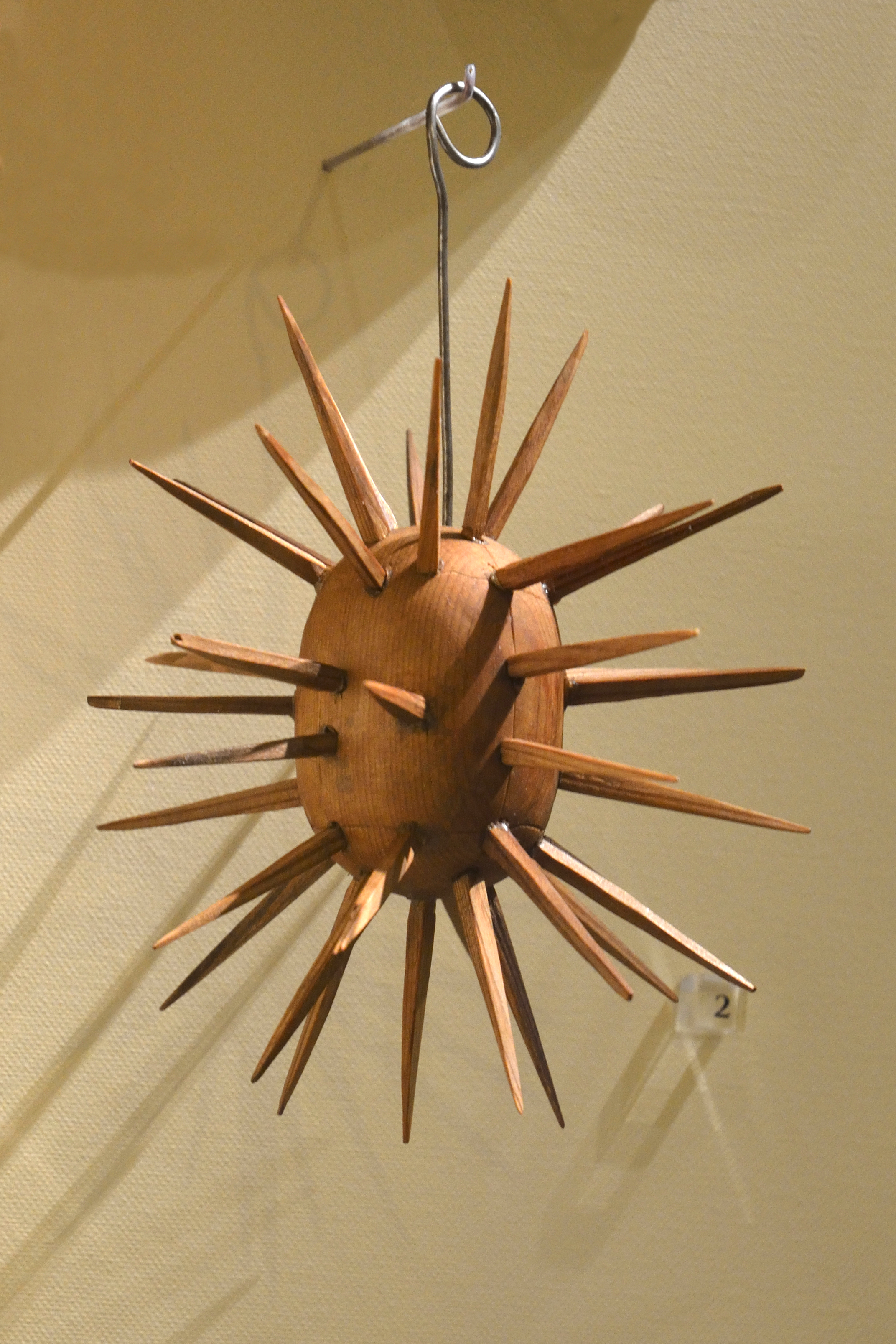
Votivgabe aus dem Museum Europäischer Kulturen, etwa 10 cm. Eiförmiges Holzstück mit Stacheln, das gegen Krankheiten der Gebärmutter und Kinderlosigkeit helfen sollte. 19. Jahrhundert, Vinschgau, Südtirol
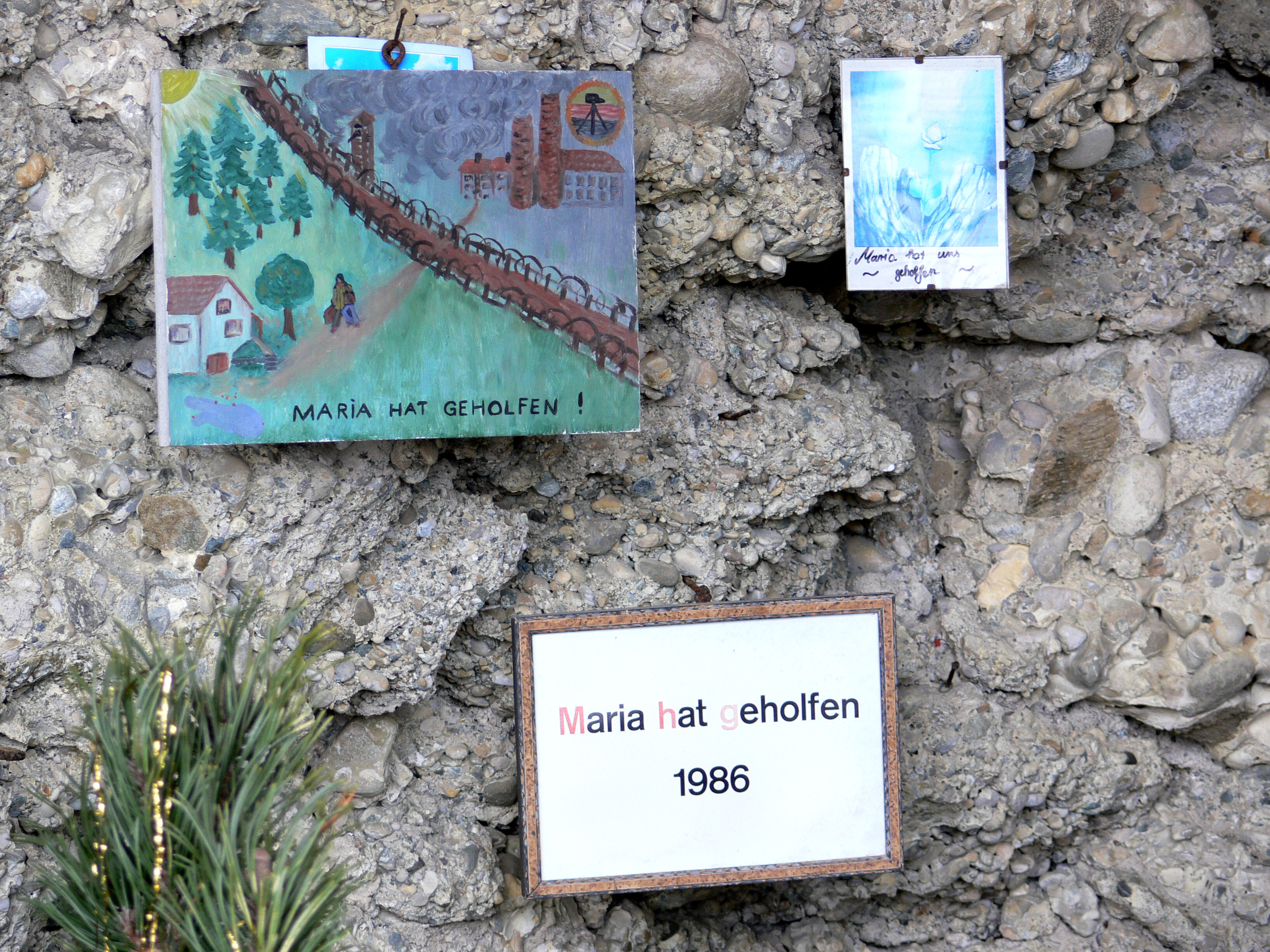
Votivtafeln des 20. Jahrhunderts in Wolketsweiler: links die Darstellung einer Flucht über die innerdeutsche Grenze
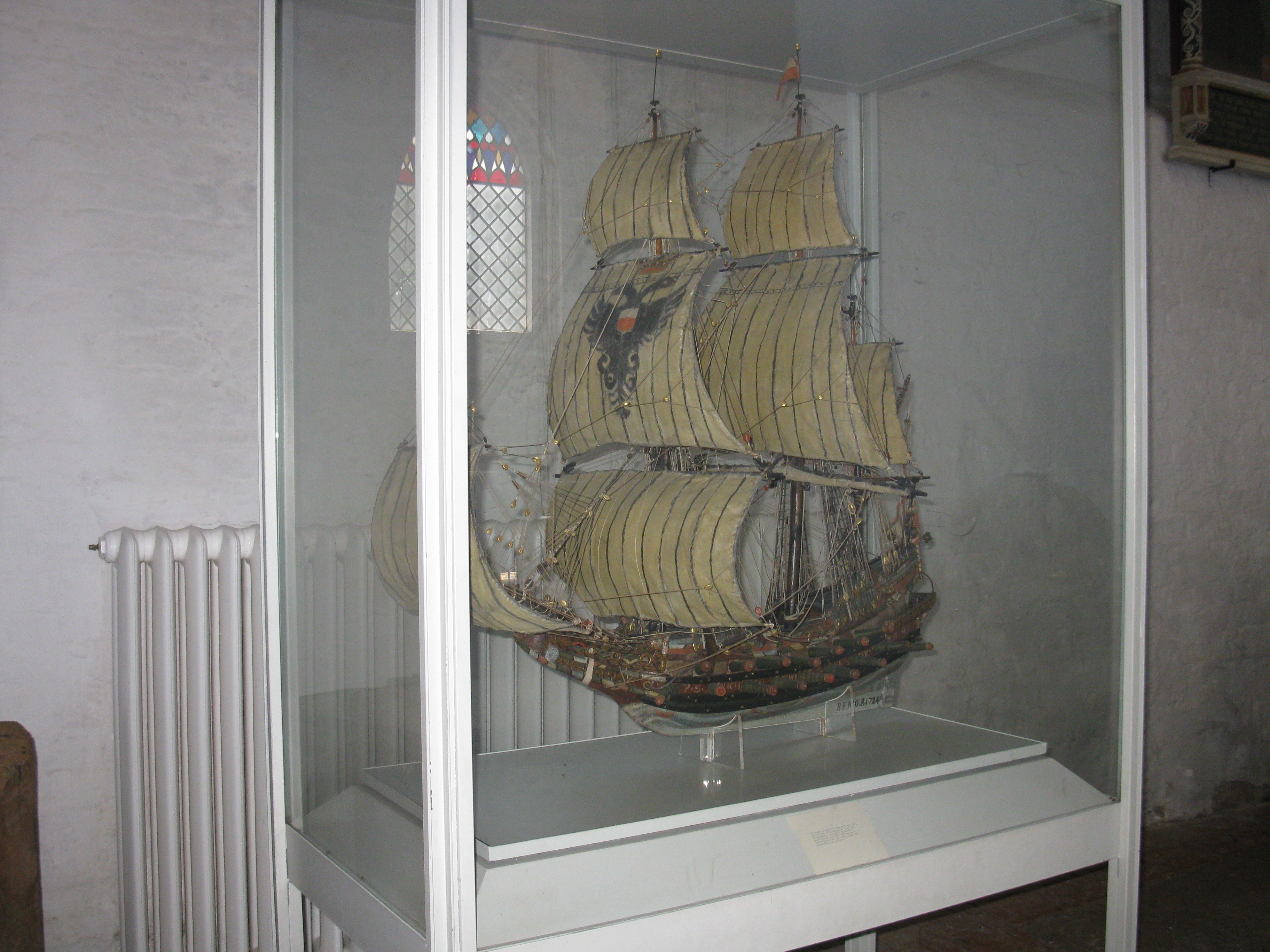
Votivschiff von 1617 in der Petrikirche (Landkirchen), Insel Fehmarn
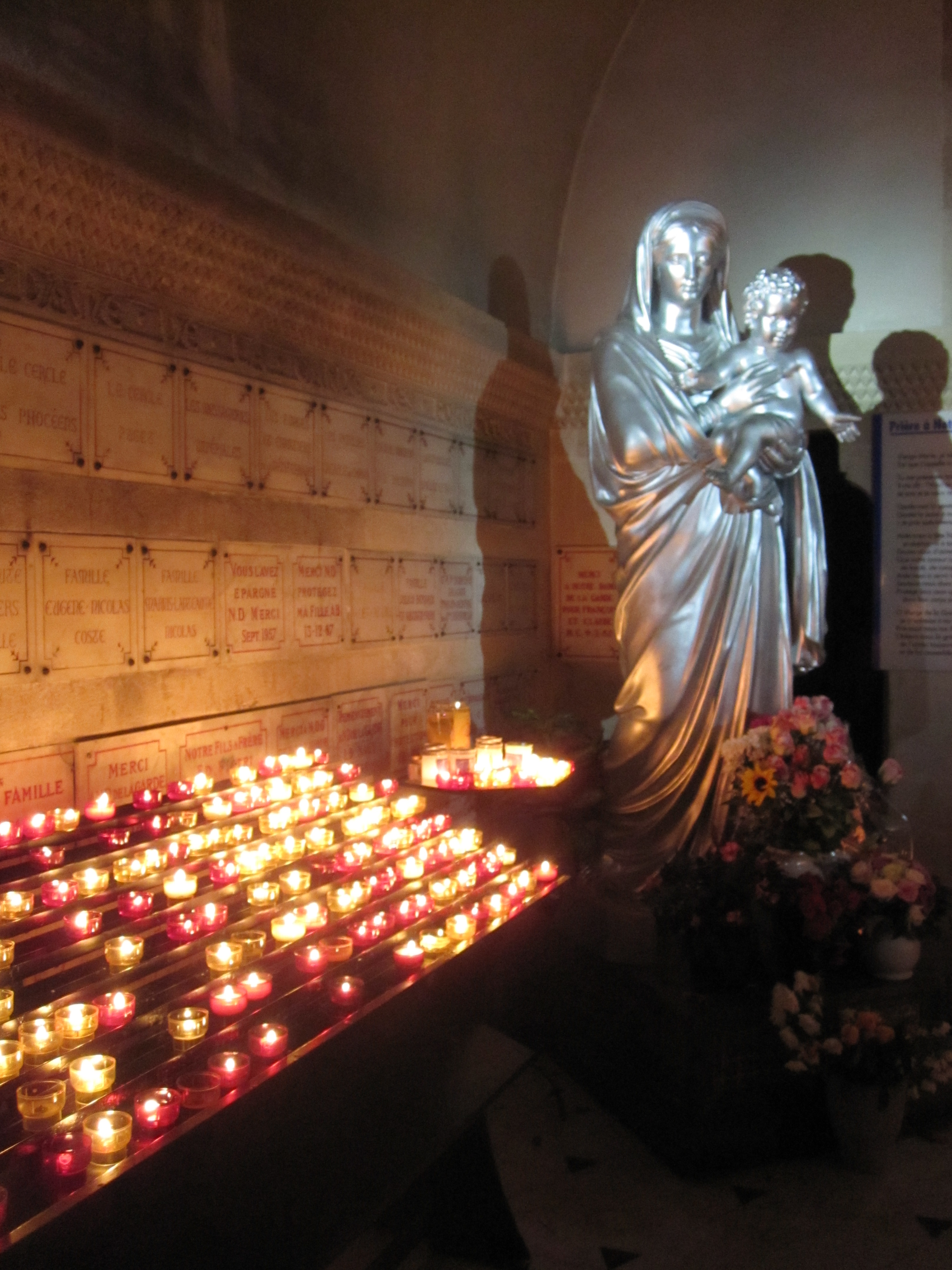
Madonna, Votivtafeln und ‑kerzen in der Kirche Notre-Dame de la Garde, Marseille
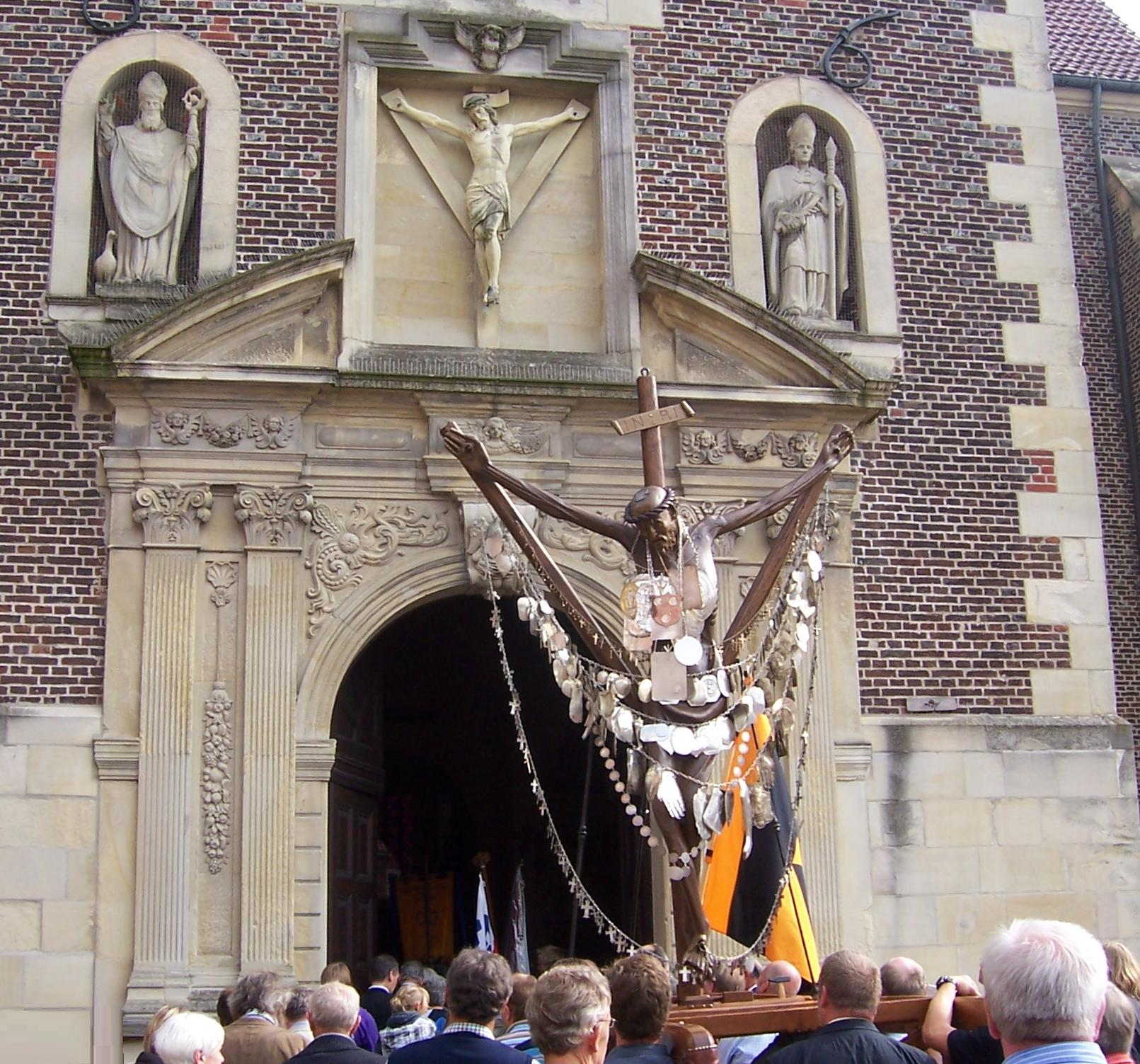
Coesfelder Kreuz mit silbernen Votivgaben; u. a. in Form eines Beines und einer Hand.
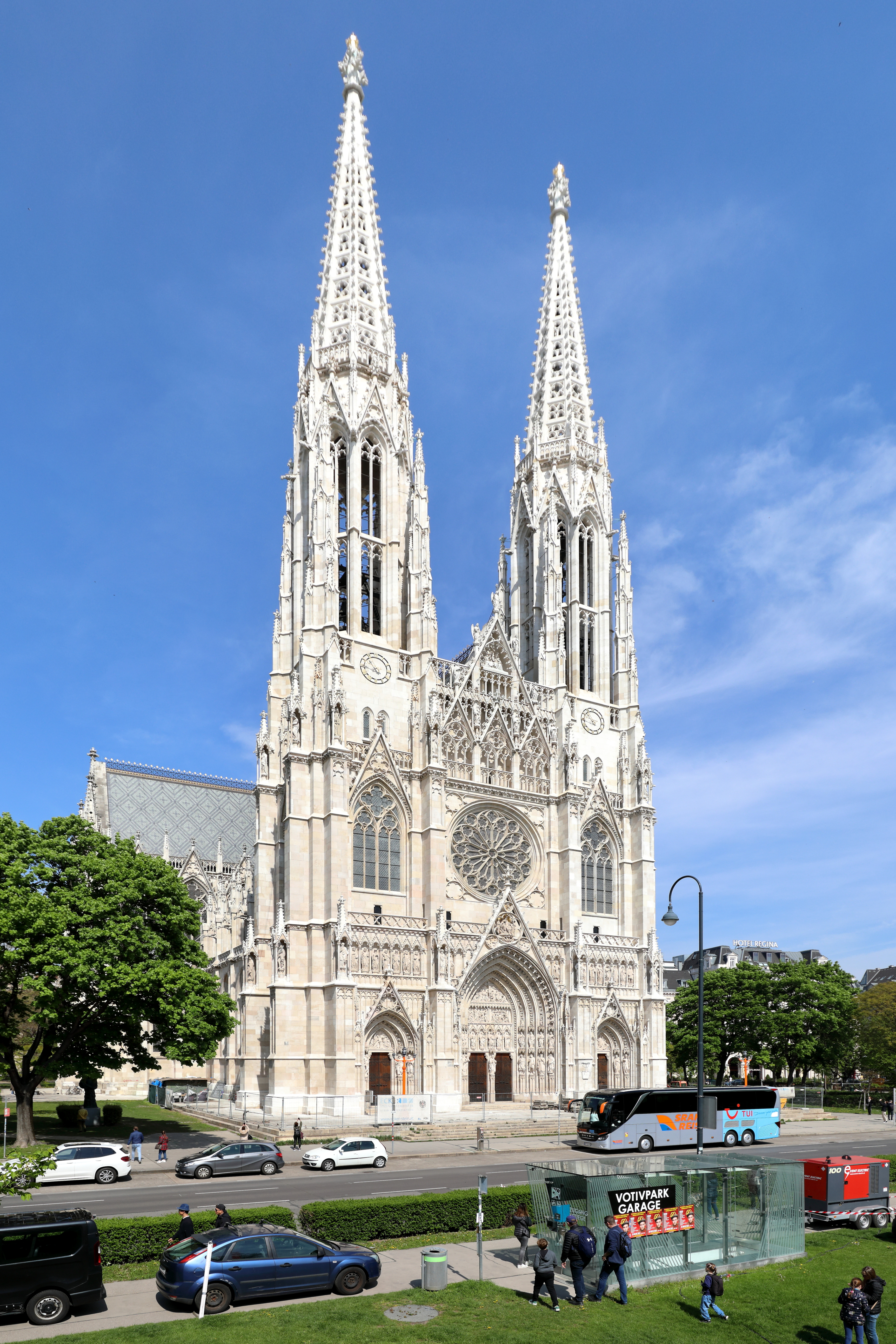
Votivkirche in Wien
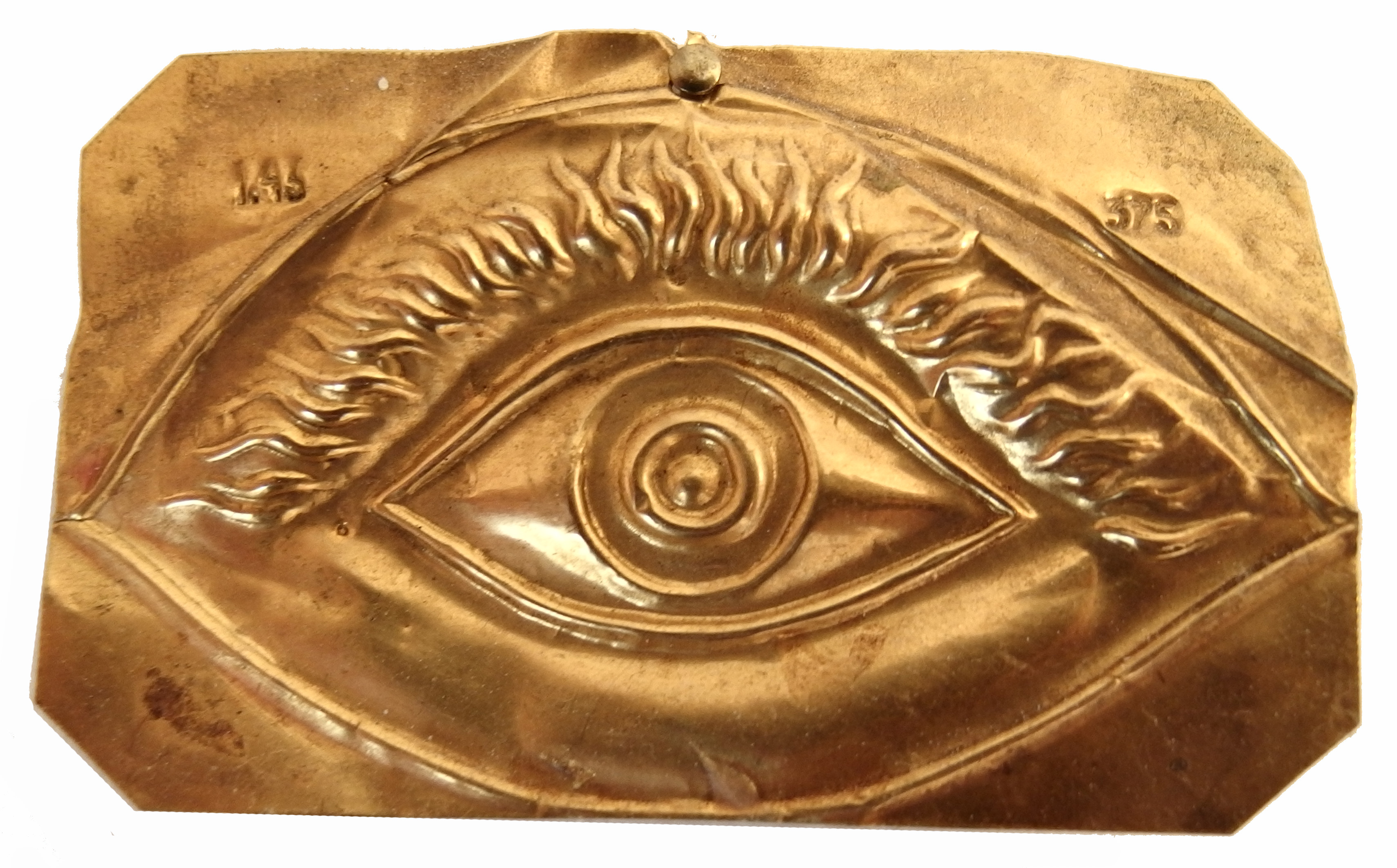
Votivblech griechisch-römisches Auge aus Gold
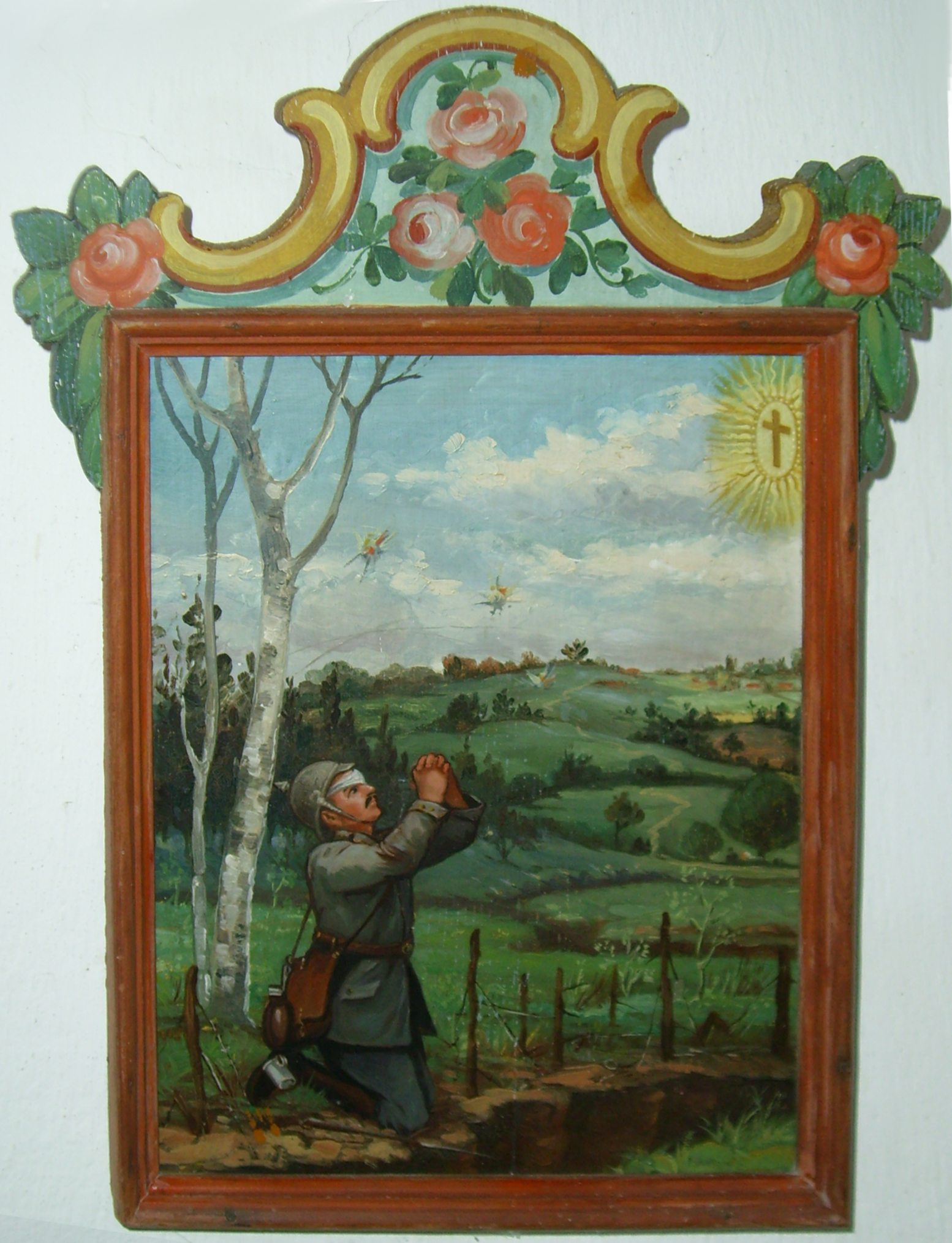
Votivtafel aus der Heilig-Kreuz-Kirche  Mindelaltheim, vermutlich aus der Zeit des Ersten Weltkrieges
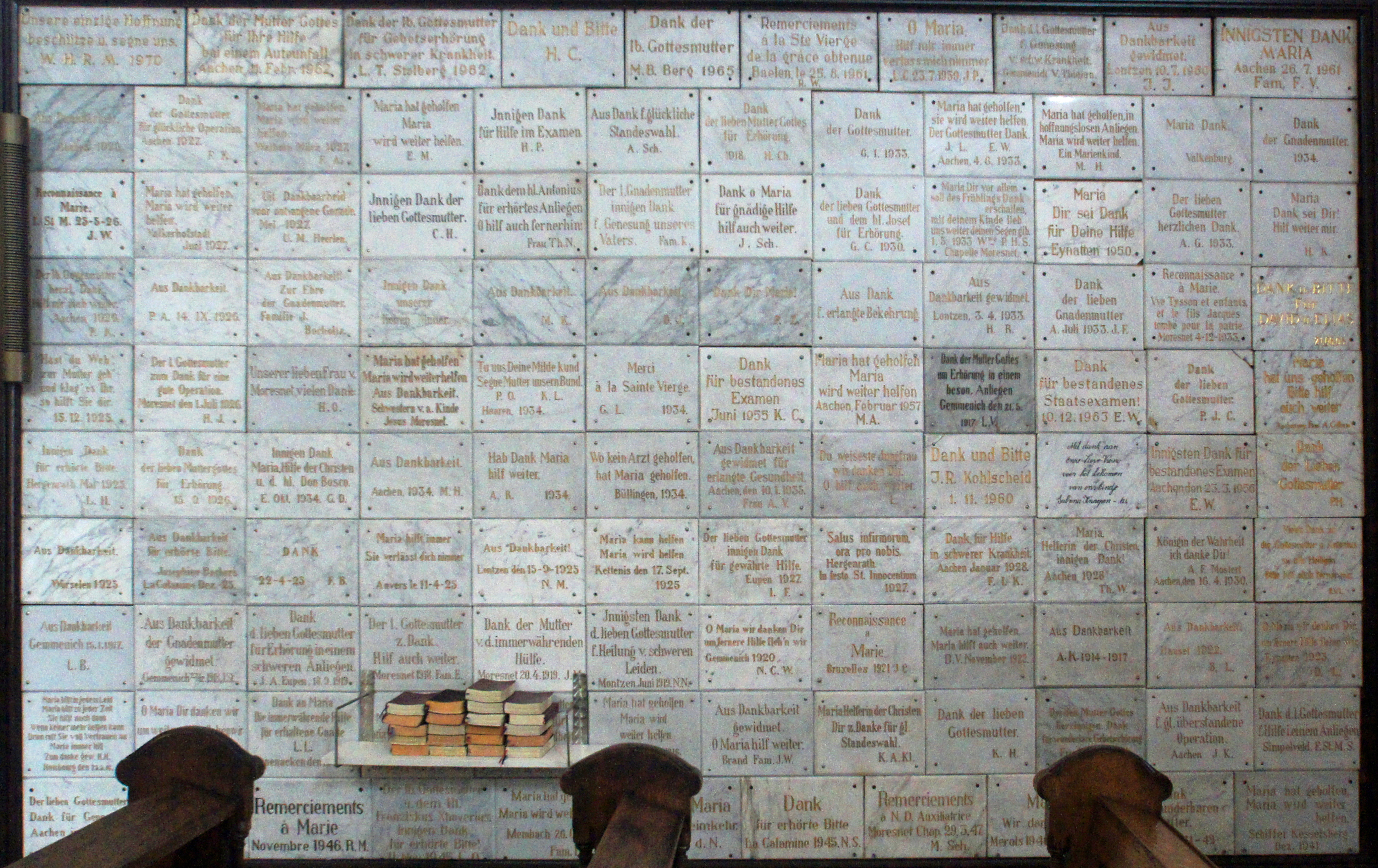
Votivtafeln in der Wallfahrtskirche in Moresnet-Chapelle
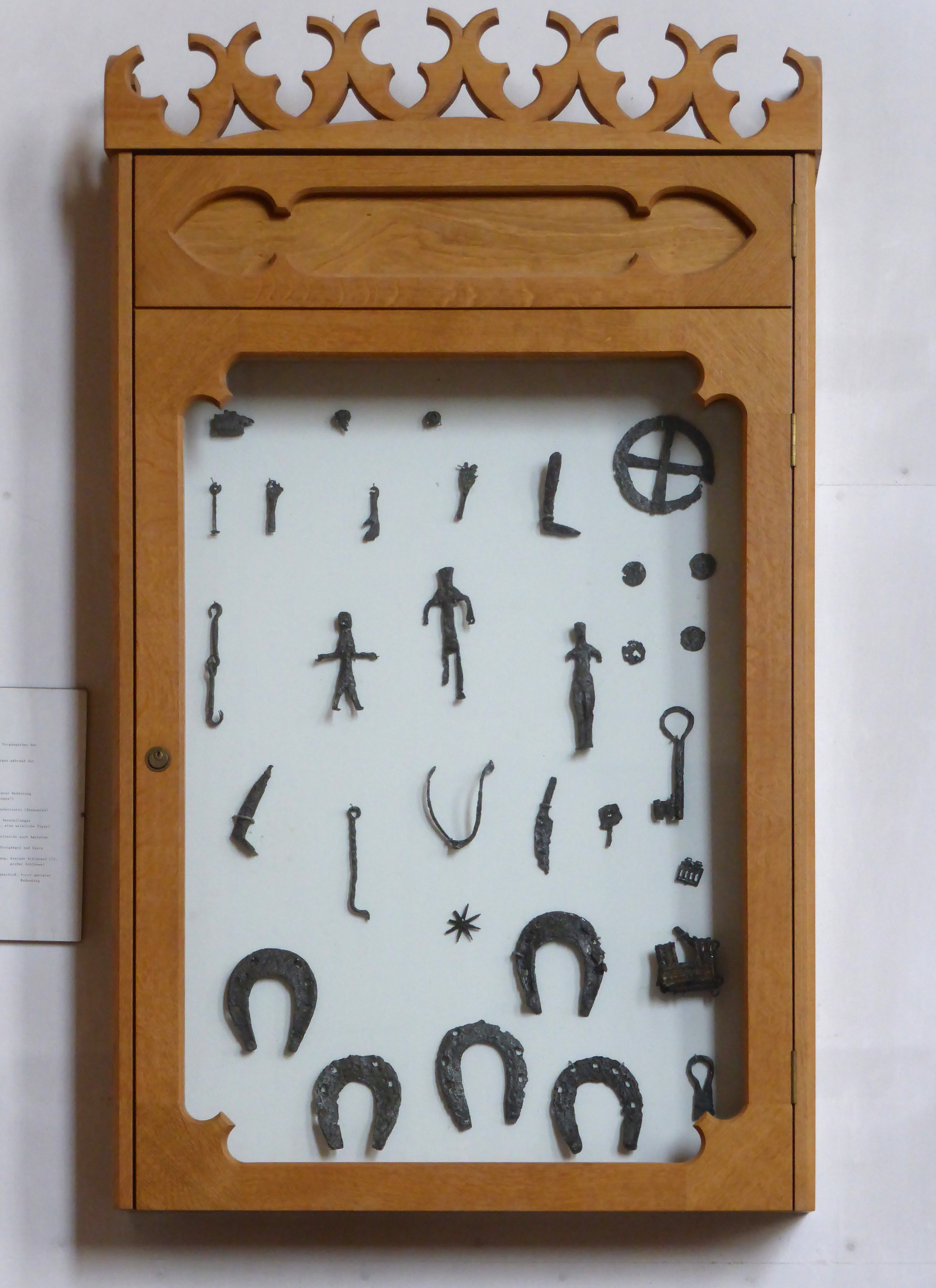
Eisenvotive, St. Leonhard am Wonneberg, vor 1496
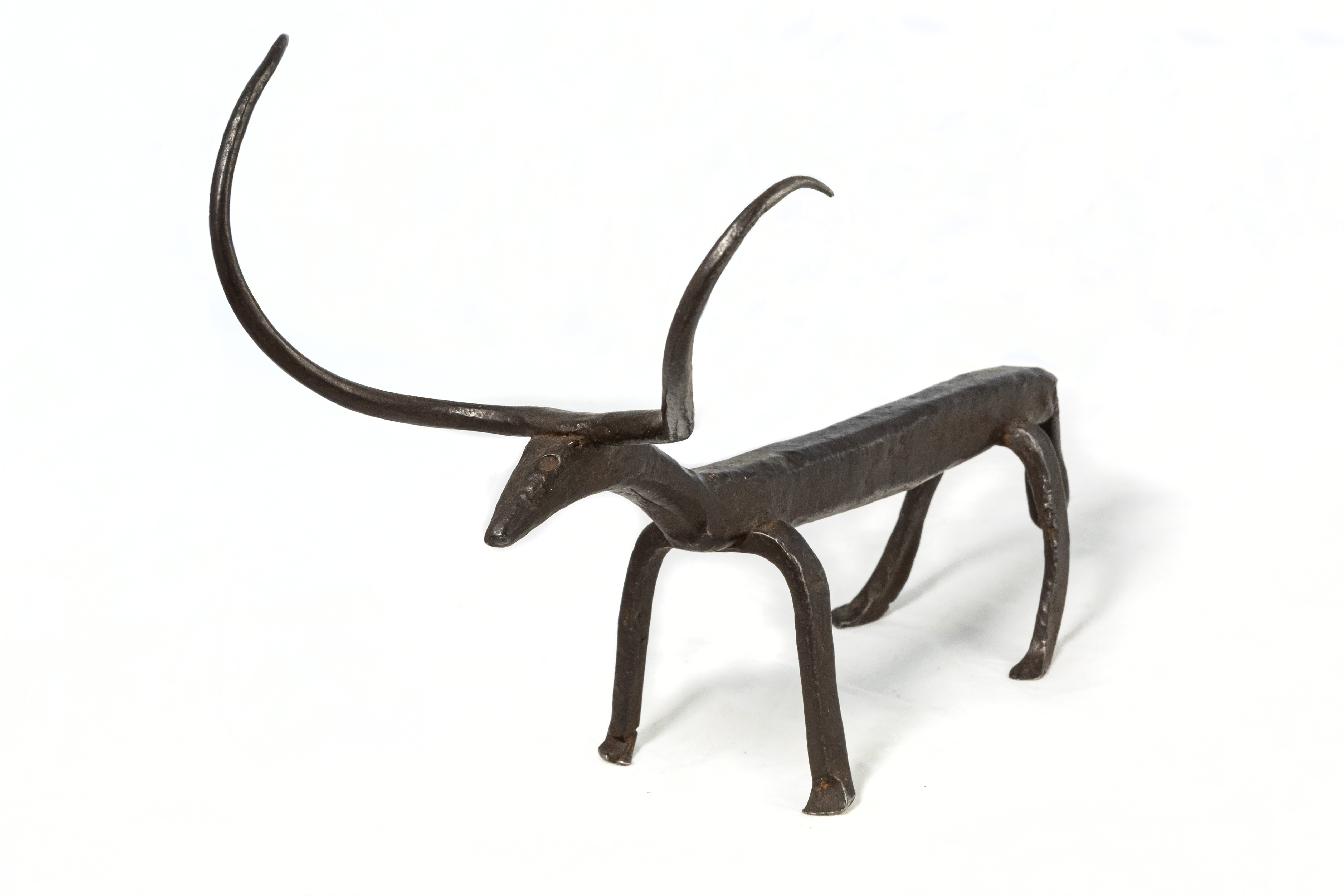
Stilisierter Stier, Enns-Tal, 19. Jh.
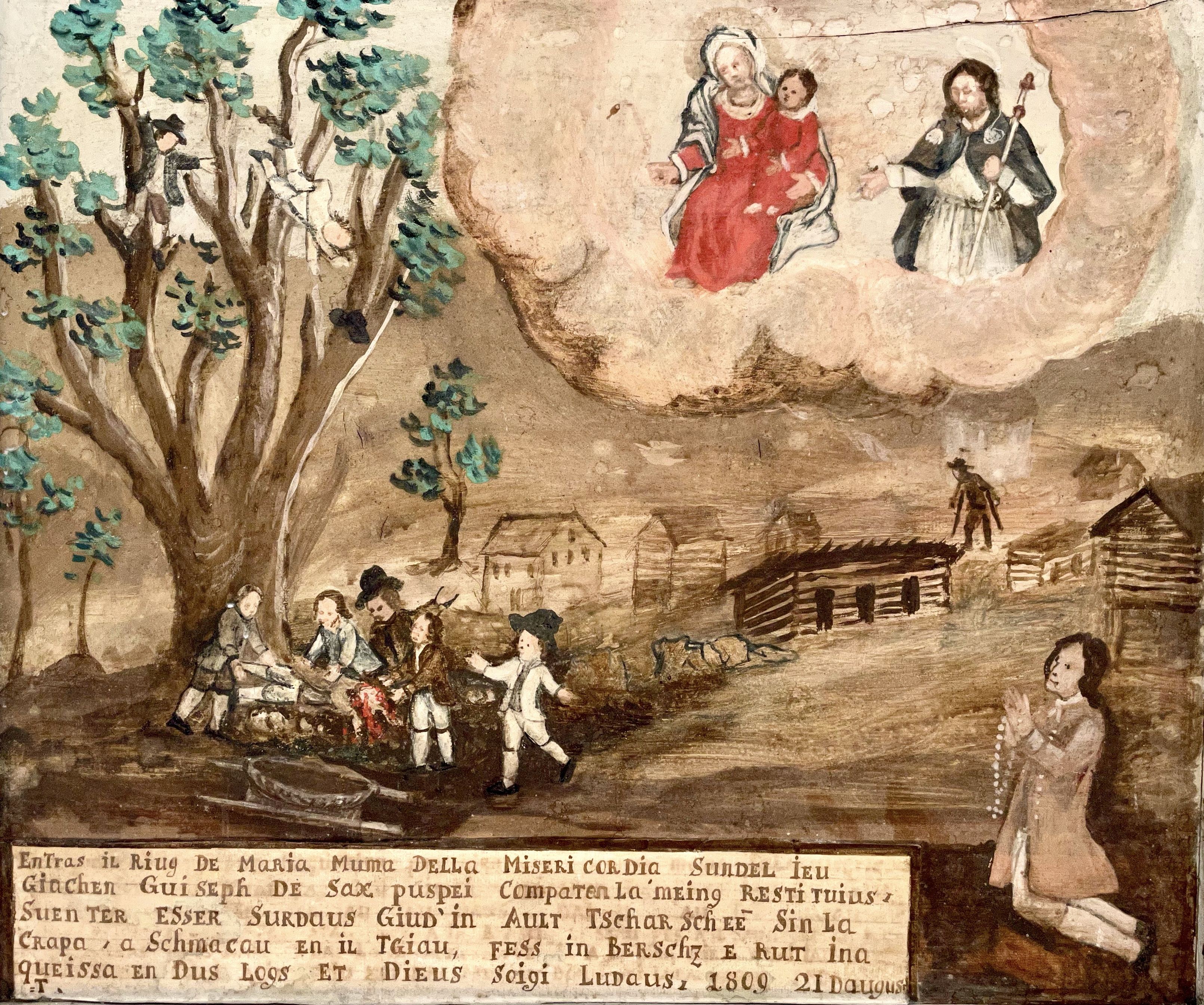
Votivbild aus dem Kloster Disentis von 1809, Text in Sursilvan
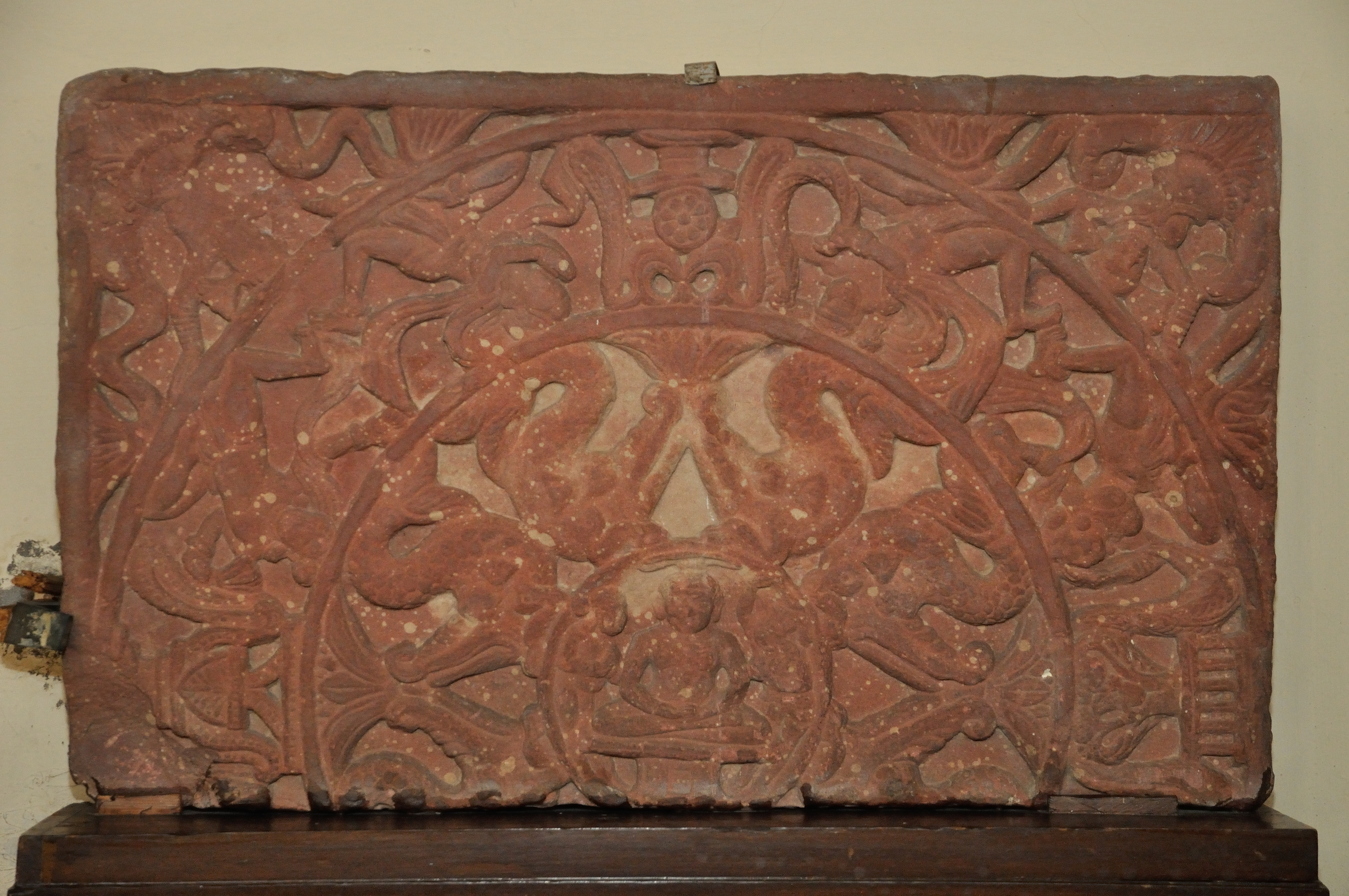
Ayagapata; jainistische Votivplatte, 1. Jh.